# القارة الخضراء

علم الأولمبياد والدائرة الخضراء التي تمثل القارة الأوروبية

علم الاتحاد الأوروبي لكنه لا يمثل كامل أوروبا

القارة الخضراء هو مصطلح يطلق على قارة أوروبا ويعود سبب إطلاق هذه التسمية إلى كون قارة أوروبا هي القارة الوحيدة الخالية من أي صحراء.
كذلك تمثل قارة أوروبا في الألعاب الأولمبية بدائرة خضراء لهذا السبب.
يعتقد العديد أن القارة الخضراء هي قارة أفريقيا بسبب وجود الغابات الكثيفة فيها إلا أن هذه المعلومة خاطئة.